# Pachuquilla, Puebla
Pachuquilla är en ort i Mexiko.   Den ligger i kommunen Aquixtla och delstaten Puebla, i den sydöstra delen av landet, 140 km öster om huvudstaden Mexico City. Pachuquilla ligger 1 916 meter över havet och antalet invånare är 367.
Terrängen runt Pachuquilla är kuperad västerut, men österut är den bergig. Pachuquilla ligger nere i en dal. Runt Pachuquilla är det ganska tätbefolkat, med 60 invånare per kvadratkilometer. Närmaste större samhälle är Zacatlán, 16,5 km norr om Pachuquilla. I omgivningarna runt Pachuquilla växer i huvudsak blandskog.